# Nationalpark Hotova-Dangell
Der Nationalpark Hotova-Dangell (albanisch Parku Kombëtar Bredhi i Hotovës-Dangelli; zu deutsch Die Tanne von Hotova-Dangell) liegt im Osten der Gemeinde Përmet in Südalbanien nahe der Grenze zu Griechenland. Es ist der größte Nationalpark Albaniens.

## Lage

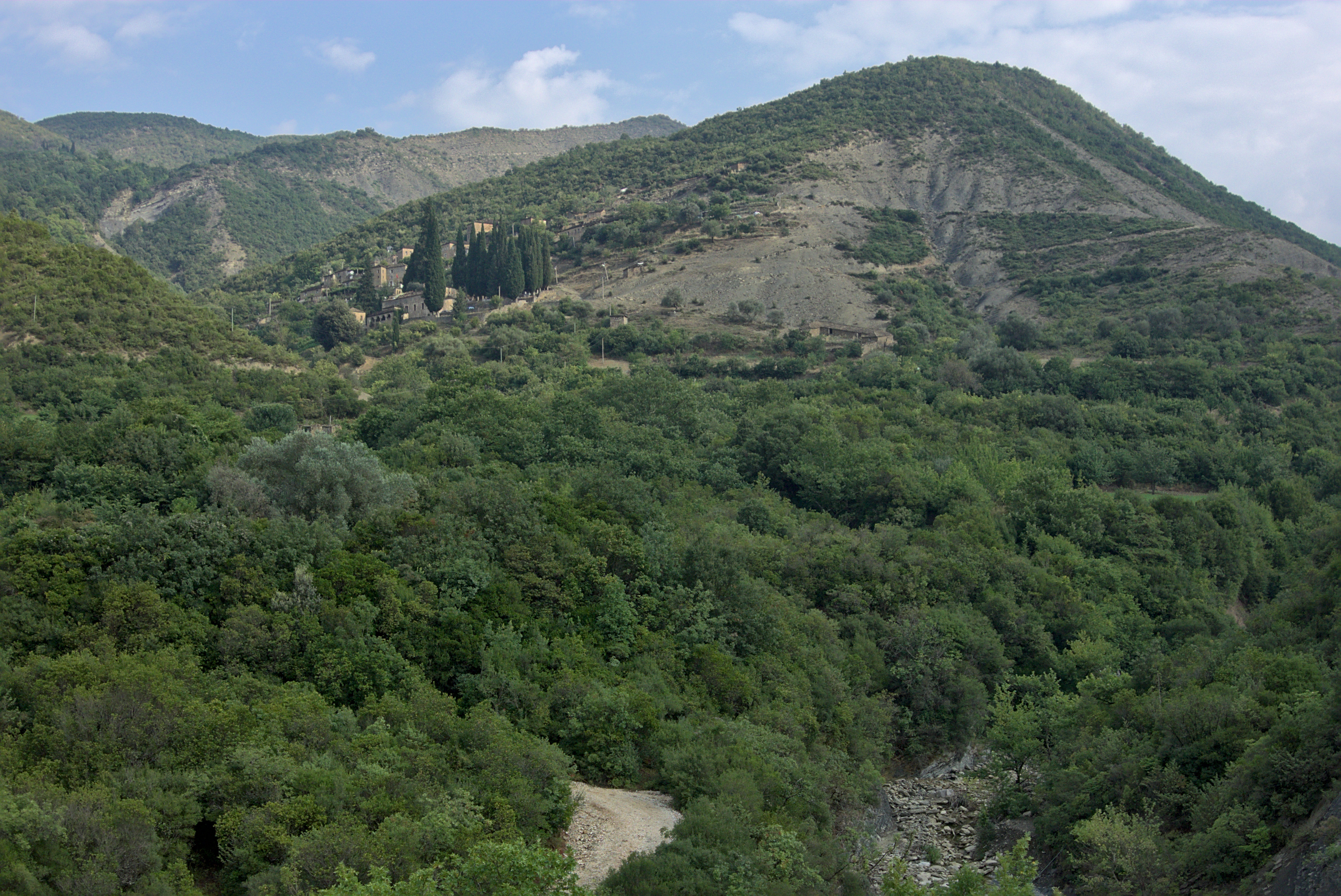
Das Dorf Bënja-Novosela im Süden des Gebiets im Tal der Lengarica

Der Nationalpark erstreckt sich in einer abgelegenen Bergregion zwischen dem Vjosatal bei Përmet im Westen, Leskovik im Süden, Erseka im Südosten und dem Tal des Osum bei Çorovoda im Nordosten. Innerhalb des Gebiets liegen zahlreiche Dörfer. Bekannt ist das Dorf Frashër im Herzen des Nationalparks.
Südliche Ausläufer des Parks ziehen sich bis Çarshova und umfassen auch mehrere Durchbruchstäler. Bei Petran liegt die Lengarica-Schlucht mit berühmten Thermalquellen.
Am besten zugänglich ist der Park von Përmet aus, der nächstgelegenen Stadt.

## Geschichte
Ursprünglich umfasste der 1996 eingerichtete Nationalpark nur eine Fläche von 1200 Hektar in einem Seitental der Vjosa. Er wurde im Jahr 2008 auf 34.361 Hektar erweitert. Davon liegt ein kleiner Teil von 1195,8 Hektar in der Gemeinde Kolonja.

## Flora
Der Nationalpark besteht im Wesentlichen aus einem bedeutenden Bestand von Mazedonischen Kiefern (Pinus peuce), ein Relikt der großen Wälder rund um das Mittelmeer in der Antike. Neben den Kiefern sind auch andere Arten beheimatet: Ahorne, Schwarze Hainbuchen, Steineichen, Rote und Schwarze Wacholdern, Himbeeren und andere. Viele Bäume sind mehrere Hundert Jahre alt.

## Fauna
Zu den am meisten verbreiteten Tierarten gehören der Braunbär, der Wolf, der Rotfuchs, der Steinmarder, das Wildschwein, das Wildkaninchen, das Eichhörnchen und viele andere. Wichtigster Bewohner der Wälder ist jedoch das Reh, welches auf den Wiesen und in den Tiefen der Wälder lebt.